# Зопір Баркський

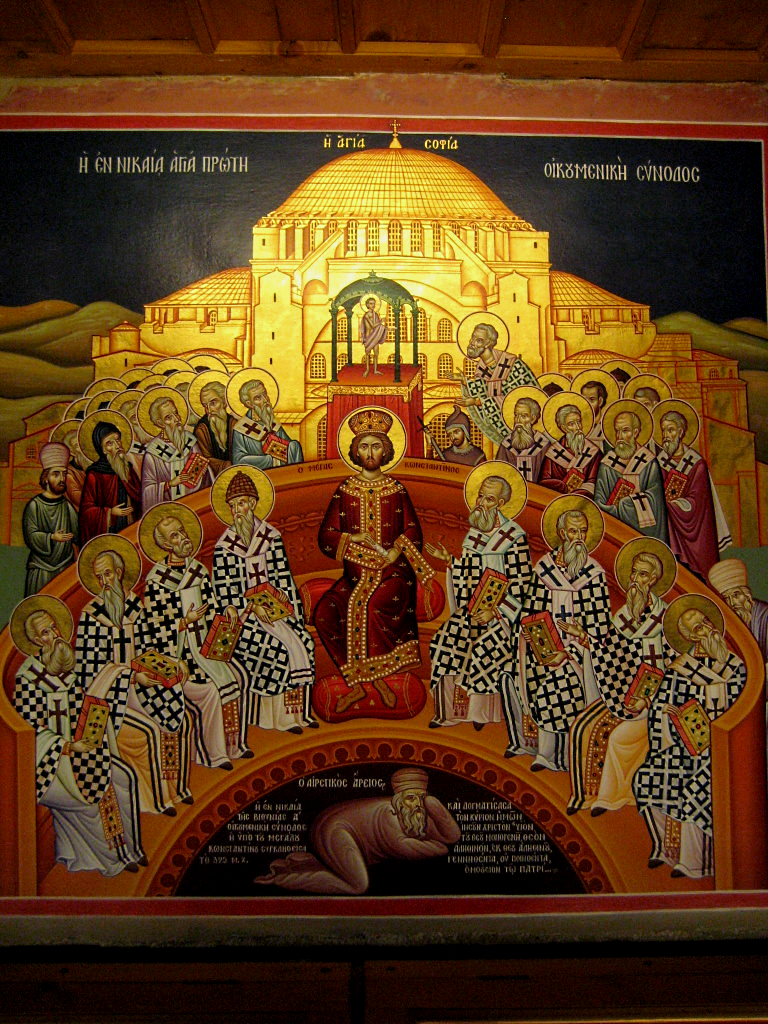
Нікейський собор, на якому Арій зображений переможеним радою, що лежить під ногами імператора Костянтина.

Зопір (єпископ Барки) (грец. Ζώπυρος) — єпископ стародавнього римського міста Барка в Киренаїці (Ель-Мардж, Лівія, Північна Африка).
Зопір найбільш відомий історії як учасник Нікейського собору 325 року. На соборі він був одним із єпископів-аріан. Незважаючи на те, що Арій (засновник аріанства) і його єпископ Секунд Птолемаїдський були з сусіднього міста (і порту Барки) Птолемаїди, Киренаїка, Зопір зрештою підписав Нікейський символ віри з іншими аріанськими прихильниками, Феогнісом Нікейським, Євсевієм Нікомедійським та Маріс Халкедонський. Він (ймовірно) не підписав засудження Арія. Неясно, чи був він засланий разом з іншими трьома аріанськими єпископами.